# 广场圣安德烈堂
广场圣安德烈堂（St Andrew's in the Square）是苏格兰格拉斯哥的一个A类登录建筑，建于18世纪，原为教堂，被认为是英国最好的古典教堂之一， 现在是格拉斯哥的苏格兰文化中心， 促进苏格兰音乐，歌曲和舞蹈。该堂位于圣安德烈广场，靠近格拉斯哥十字和格拉斯哥绿地，在城市的东区边缘。

## 历史
该教堂的灵感来自伦敦的圣马田教堂，建于1739年-1756年，由Allan Dreghorn设计。其兴建早于附近的绿地圣安德烈堂，为格拉斯哥第三或第四最古老的教堂，取决于标准。较早的两座建筑是格拉斯哥大教堂和Trongate steeple尖顶教堂。这是在苏格兰宗教改革之后建立的第一个长老会教堂，并被该市的烟草商用来显示他们的财富和权力。
1786-1787年，威廉·汉密尔顿在教堂周围开辟广场,，成为格拉斯哥富商的住宅区。然而，整个19世纪，城市向西迁移，导致该地区逐渐衰败，会众人数不断减少。教堂于1993年6月最后一次举行宗教仪式。
1993年10月，该堂改造成传统苏格兰音乐，歌舞中心，并于2000年11月30日圣安德烈日正式向公众开放。
广场圣安德烈堂的装修赢得了许多奖项。